# تریسی آرنولد
تریسی آرنولد (انگلیسی: Tracy Arnold؛ زادهٔ ۱۱ اوت ۱۹۶۲) هنرپیشه اهل ایالات متحده آمریکا است.
او در آستین، تگزاس به دنیا آمد و شاید بیشتر برای نقشش در فیلم هنری: پرتره یک قاتل زنجیره‌ای شناخته شده باشد.
او همچنین در چند فیلم و سریال تلویزیونی ظاهر شد و برای نقش مکمل نامزد دریافت جایزه بود.